# Dolmen d'Eylias
Le dolmen d'Eylias, est un monument mégalithique situé à Eymet dans le département français de la Dordogne, en région Nouvelle-Aquitaine.

## Protection
L'édifice est inscrit au titre des monuments historiques le 22 avril 1981.

## Description
Le monument est mentionné pour la première fois par l'Abbé Audierne en 1851. Son architecture actuelle pourrait laisser croire que l'édifice est un dolmen simple mais d'après la description donnée par A de Gourgues en 1865, il semble qu'il s'agissait d'une allée couverte, du type allée d'Aquitaine, dont des éléments furent démontés lors des fouilles de 1874 menées par N. Dombrowski, éléments qui furent remontés ensuite sans en respecter la disposition d'origine. La table de couverture longue de 4 m (1,40 m de largeur et 60 cm d'épaisseur) repose actuellement sur quatre supports alors que le compte rendu de Dombrowski mentionne cinq orthostates « de chaque côté de la longueur : leur dimension est de près d'un mètre carré chacune ».

## Fouilles archéologiques
Dombrowski mentionne que le monument « était rempli de terre dont on retirait régulièrement des ossements très nombreux, pour amender les champs ». Lui-même y découvrit des ossements humains calcinés, des poteries « grossières », un grand couteau « bien retaillé » en silex noir et « un ornement en cuivre rouge de trente-cinq centimètres et demi de longueur » qu'il identifie comme « une espèce de diadème ». La même année 1874, M. Hoareau de Source fit don au musée de Périgueux d'un anneau en pierre calcaire et d'un couteau en silex recueillis dans l'édifice.
La diversité du mobilier funéraire retrouvé, tel qu'il est décrit par Dombrowski, laisse supposer que le monument fut utilisé dès le Néolithique et réutilisé au Chalcolithique.

## Galerie

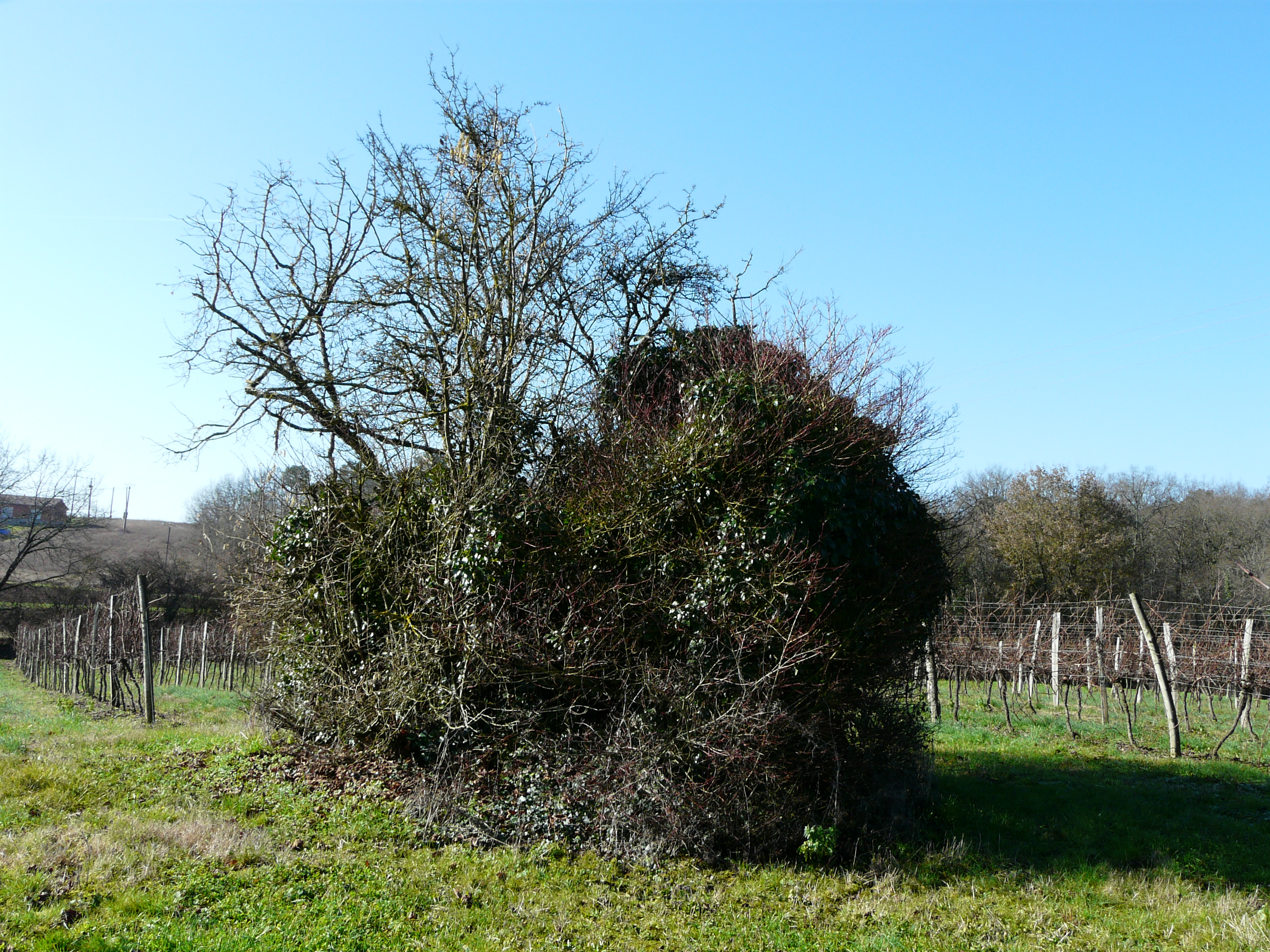
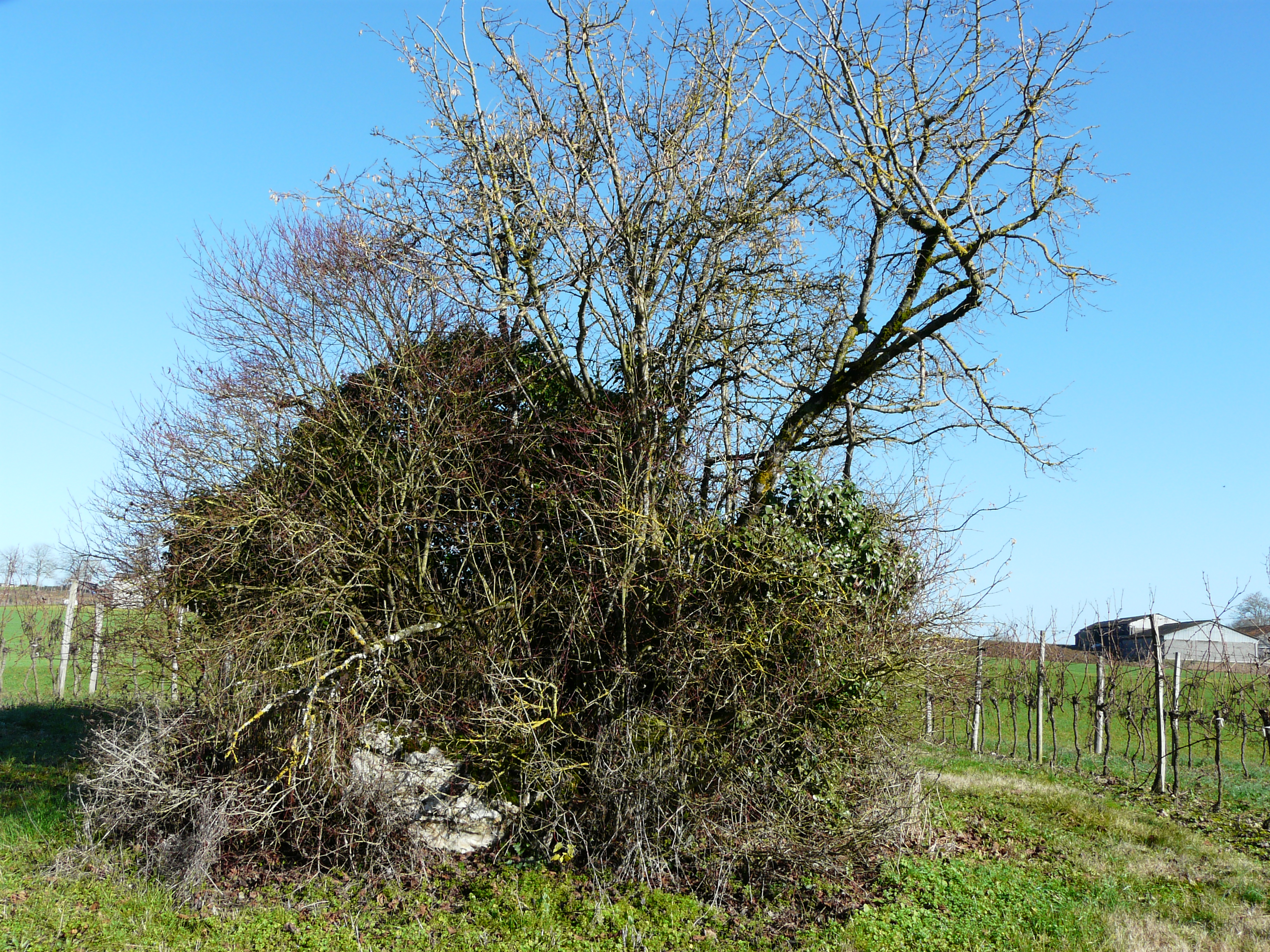
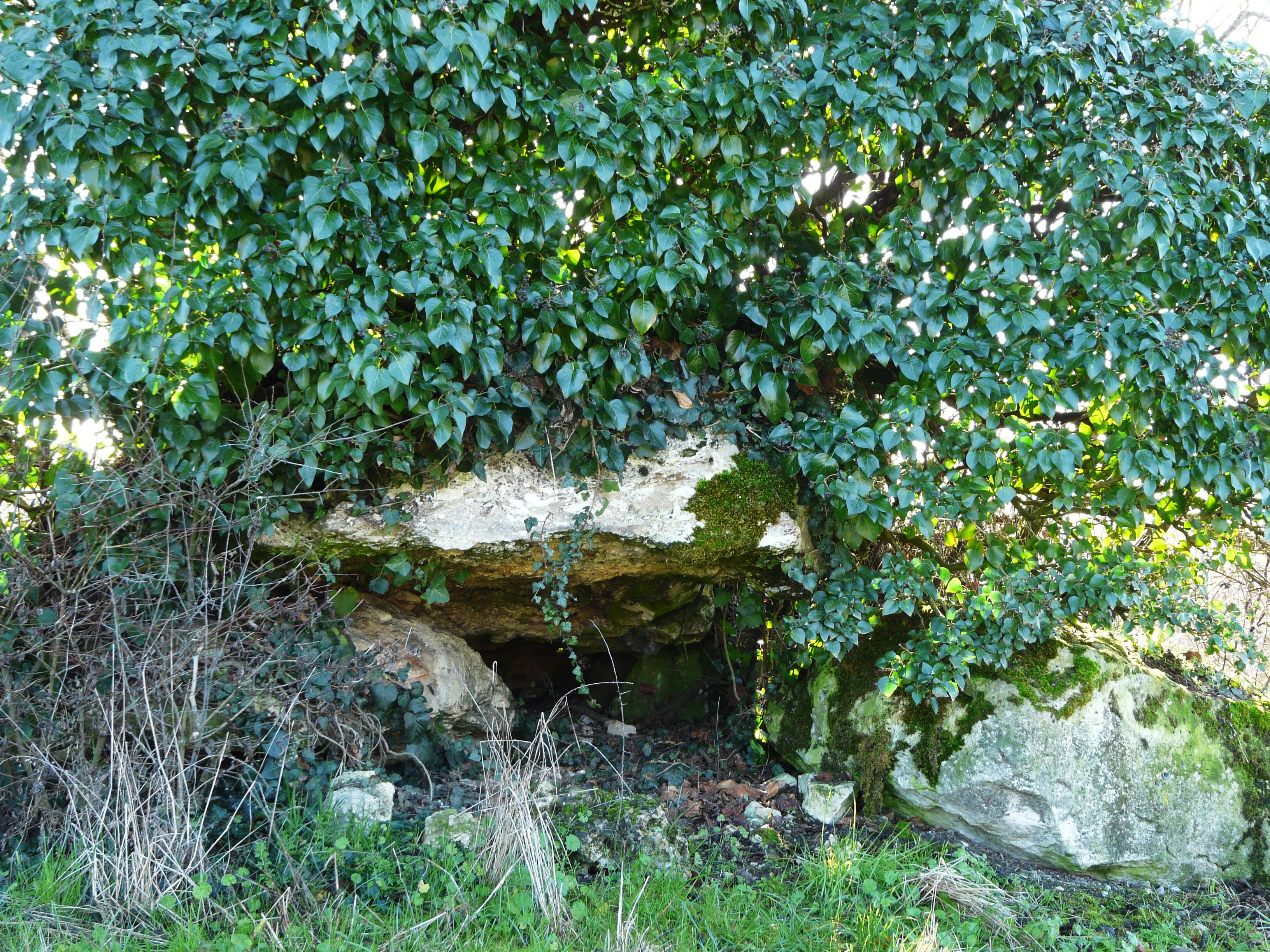